# Mạc phủ Kamakura
Mạc phủ Kamakura (鎌倉幕府 (Liêm Thương Mạc phủ) Kamakura bakufu,  1192—1333) là một thể chế độc tài quân sự của Nhật Bản vào  thời kỳ Kamakura từ năm 1185 cho đến năm 1333.

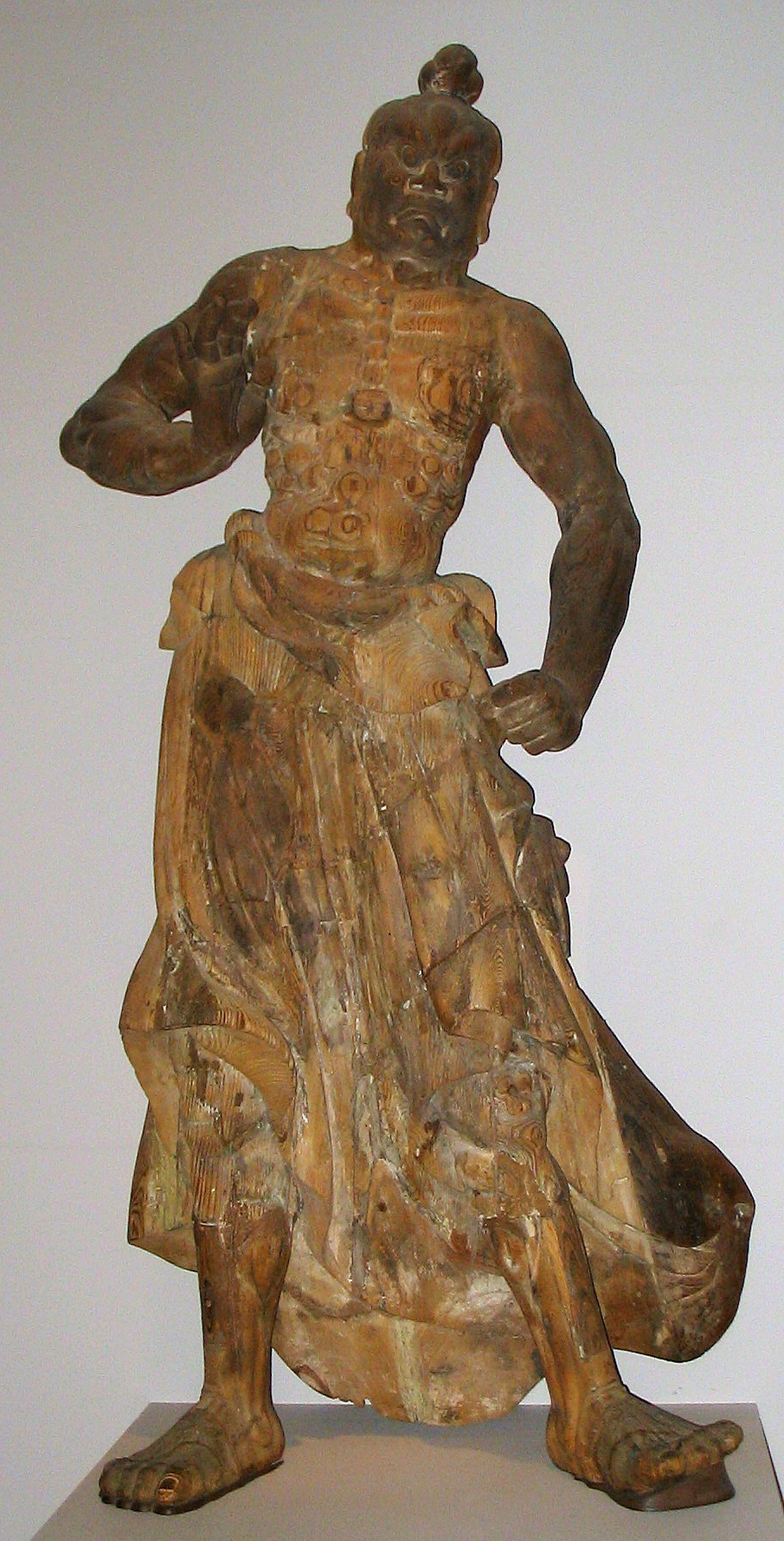
Bức tượng gỗ của Kongorikishi được điêu khắc vào thời kỳ Mạc phủ Kamakura khoảng vào thế kỷ 14th ở Nhật Bản. Ban đầu bức tượng được đặt dùng để gác cổng của Ebara-dera, một ngôi chùa ở tại Sakai, Osaka.

Mạc phủ Kamakura được thành lập bởi Minamoto no Yoritomo sau khi chiến thắng trong cuộc chiến tranh Genpei và ông cũng được Thiên hoàng Go-Toba phong chức vị Chinh di Đại Tướng quân không lâu sau đó. Yoritomo thống trị Nhật Bản với tư cách là một nhà độc tài quân sự từ phía đông của thủ phủ Kamakura cùng với Thiên hoàng và chế độ Thái chính quan của ngài ở tại kinh đô chính thức trên danh nghĩa là Heian-kyō (Kyoto ngày nay) với tư cách là một nguyên thủ quốc gia. Chức vụ Tướng quân Kamakura thuộc về các thành viên của gia tộc Minamoto cho đến năm 1226, chức vụ này lại thuộc về thành viên gia tộc Fujiwara cho đến năm 1252, sáu người cuối cùng giữ chức vụ này đều là các hoàng tử thuộc dòng dõi hoàng thất. Từ năm 1203 thì gia tộc Hōjō mới chính là những người cai trị trên thực tế với tư cách là quan chấp chính cho các Tướng quân của Mạc phủ Kamakura. Mạc phủ Kamakura trải qua loạn Jōkyū vào năm 1221 và cuộc chiến tranh xâm lược của Mông Cổ dưới sự lãnh đạo của Hốt Tất Liệt vào năm  1274 và năm 1281. Mạc phủ Kamakura chính thức bị lật đổ vào thời kỳ Tân chính Kenmu dưới triều của Thiên hoàng Go-Daigo vào năm 1333, thiết lập lại hoàng quyền cai trị của Thiên hoàng cho đến khi Ashikaga Takauji và con cháu của ông ta chính thức lật đổ hoàng quyền và thành lập ra mạc phủ Ashikaga vào năm 1336 (Thời kỳ Nam–Bắc triều).

## Danh sách Shogun Kamakura
1. Minamoto no Yoritomo, tại vị từ 1192–1199[14]
2. Minamoto no Yoriie, tại vị từ 1202–1203[15]
3. Minamoto no Sanetomo, tại vị từ 1203–1219[16]
4. Kujō Yoritsune, tại vị từ 1226–1244 (tướng quân nhà Fujiwara)[17]
5. Kujō Yoritsugu, tại vị từ 1244–1252 (tướng quân nhà Fujiwara)[18]
6. Thân vương Munetaka, tại vị từ 1252–1266 (tướng quân hoàng gia)[19]
7. Thân vương Koreyasu, tại vị từ 1266–1289 (tướng quân hoàng gia)[20]
8. Thân vương Hisaaki, tại vị từ 1289–1308 (tướng quân hoàng gia)[21]
9. Thân vương Morikuni, tại vị từ 1308–1333 (tướng quân hoàng gia)[22]

## Danh sách Shikken (Quan nhiếp chính) của Mạc phủ Kamakura
1. Hōjō Tokimasa, tại vị từ 1203–1205[23]
2. Hōjō Yoshitoki, tại vị từ 1205–1224[24]
3. Hōjō Yasutoki, tại vị từ 1224–1242[25]
4. Hōjō Tsunetoki, tại vị từ 1242–1246[26]
5. Hōjō Tokiyori, tại vị từ 1246–1256[27]
6. Hōjō Nagatoki, tại vì từ 1256–1264[28]
7. Hōjō Maramusa, tại vì từ 1264–1268[29]
8. Hōjō Tokimune, tại vị từ 1268–1284[30]
9. Hōjō Sadatoki, tại vị từ 1284–1301[31]
10. Hōjō Morotoki, tại vị từ 1301–1311[32]
11. Hōjō Munenobu, tại vì từ 1311–1312[33]
12. Hōjō Hirotoki, tại vì từ 1312—1315[34]
13. Hōjō Mototoki, tại vì từ 1315–1316
14. Hōjō Takatoki, tại vị từ 1316–1326[35]
15. Hōjō Sadaaki, tại vị từ 1326–1326
16. Hōjō Moritoki, tại vì từ 1326–1333
17. Hōjō Sadayuki, tại vị từ 1333–1333